# Dimaca
Los dimacas (en griego, διμάχης; en latín dimachae) eran unos soldados de caballería macedonios que combatían también a pie cuando la ocasión lo pedía. Portaban un armamento más pesado que los soldados ordinarios de caballería y más ligero que los soldados de infantería. Cada soldado iba acompañado de un servidor que se ocupaba del caballo cuando luchaban a pie. Se dice que los creó Alejandro Magno, es el equivalente antiguo de los dragones modernos.